# Leontochroma suppurpuratum
Leontochroma suppurpuratum es una polilla de la familia Tortricidae. Se encuentra en Vietnam, China e India.